# テプリツェ
テプリツェ （チェコ語: Teplice [ˈtɛplɪtsɛ], ドイツ語: Teplitz, Teplitz-Schönau テプリッツ、テプリッツ＝シェーナウ）は、チェコのウースチー州の都市。 テプリツェはビーリナ川の平野に位置する有名な温泉地である。温泉地としてチェコ国内でカルロヴィ・ヴァリの次に規模が大きい。
温泉が発見されたのは762年頃と早いが、初めて温泉と認証されたのは16世紀である。町は12世紀に、ボヘミア王ヴラディスラフ2世妃ユディタがベネディクト会派の尼僧になって修道院を興した際、記載された（この修道院は15世紀のフス戦争で破壊された）。テプリツェはヴァレンシュタインの生涯を象徴し、また1813年にナポレオン・ボナパルトに対する三国同盟を初めてオーストリア帝国、ロシア帝国、プロイセン王国間で締結した場所となった。
テプリツェは、過去に『チェコスロバキアの小パリ』と呼ばれたこともあったが、犯罪の増加と地域の失業率上昇から評判が落ちた。
温泉と、プロ・サッカー・クラブFKテプリツェは、主として中東からの観光客とチェコやスロバキアからの観光客に人気である。